# Willem Eversdijck
Willem Eversdijck est un peintre néerlandais, né à Goes, en Zélande, entre 1616 et 1620, inhumé à Middelbourg le 9 mars 1671.
Fils du mathématicien et auditeur auprès le chancelier de l'échiquier de Zélande,  Cornelis Fransz. Eversdijck, mort en 1649.

## Œuvres
- Amsterdam, Rijksmuseum :
  -  Portrait de Cornelis Fransz. Eversdijck.
  - Allégorie de l'expansion de la pêche hollandaise après la seconde guerre anglo-néerlandaise, tableau acheté par le musée en vente publique à Paris en 1950.
- Chartres, musée des Beaux-Arts :
  - Artiste peintre ou Autoportrait présumé de William Everdyck, huile sur bois, 26,2 × 21,5 cm (inv. no 49-7-2[1],[2]  ;
  - Portrait de petite fille.[réf. souhaitée].

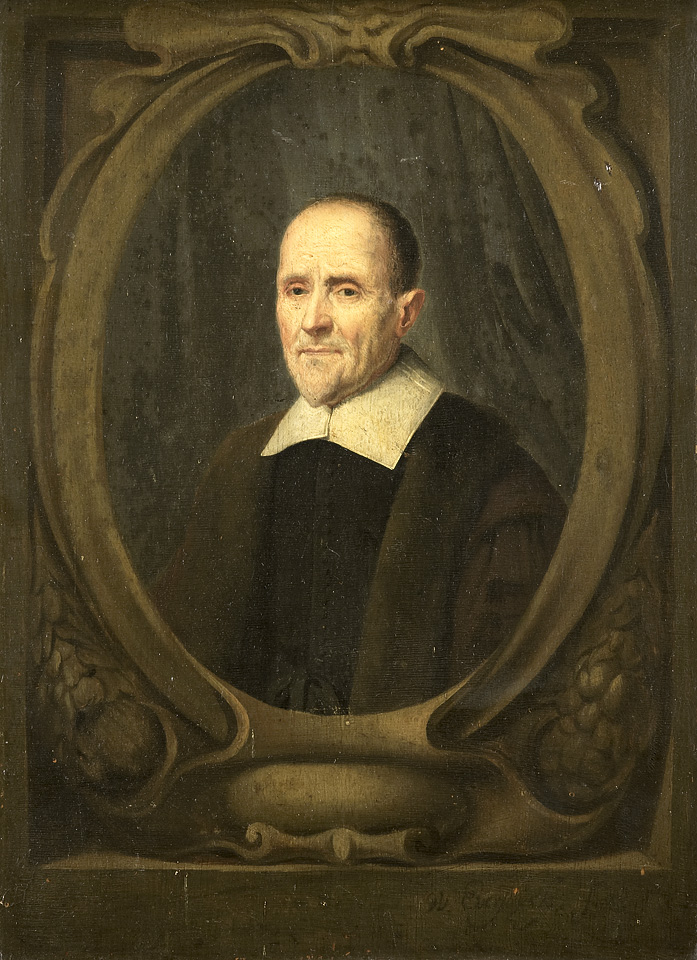
Portrait de Cornelis Fransz. Eversdijck, 1660-1666, Amsterdam, Rijksmuseum.
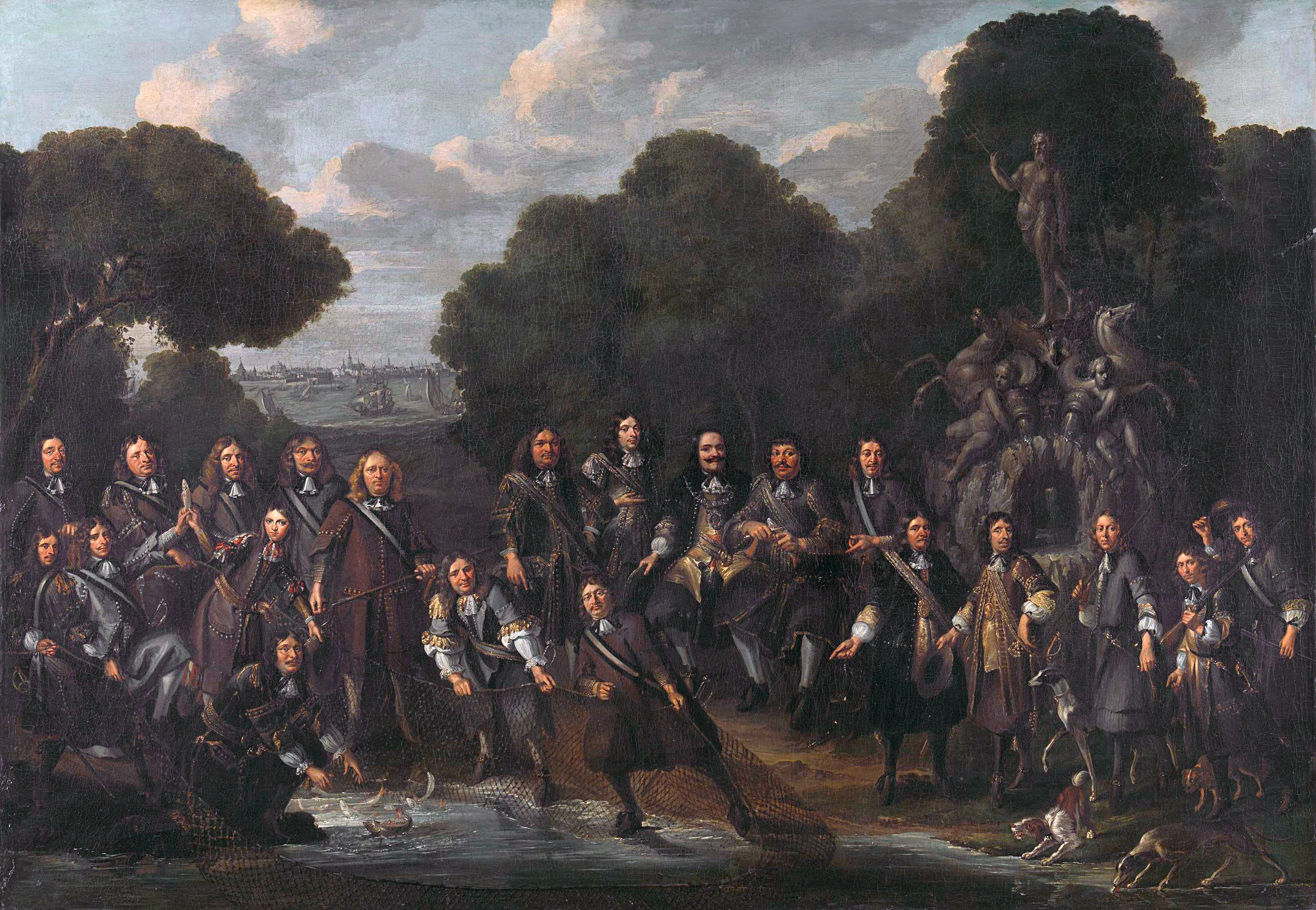
Allégorie de l'expansion de la pêche hollandaise après la seconde guerre anglo-néerlandaise, 1667-1671, Amsterdam, Rijksmuseum.